# Walbach
För andra betydelser, se Walbach (olika betydelser).
Walbach är en kommun i departementet Haut-Rhin i regionen Grand Est (tidigare regionen Alsace) i nordöstra Frankrike. Kommunen ligger i kantonen Wintzenheim som tillhör arrondissementet Colmar. År 2022 hade Walbach 926 invånare.

## Befolkningsutveckling
Antalet invånare i kommunen Walbach
| Referens: INSEE |